# Martin Bárta
Martin Bárta (* 12. června 1967 Rychnov nad Kněžnou) je český operní zpěvák-barytonista.

## Životopis

### Studium
Studoval zpěv na Konzervatoři v Pardubicích u prof. Svatavy Šubrtové (1990) a následně na Akademii múzických umění v Praze u prof. René Tučka (absolvoval v roce 2006). Soukromě studoval zpěv také u Jacka Straucha.

### Profesní kariéra
V letech 1990–1991 byl sólistou Armádního uměleckého souboru (AUS-VN) v Praze. Následně se v letech 1991–1995 věnoval pedagogické činnosti (obory: zpěv, klavír, hudební teorie) na Vysoké škole pedagogické a ZUŠ v Hradci Králové. Rovněž působil jako hlasový pedagog chlapeckého pěveckého sboru Boni Pueri.
V letech 1994–1997 byl angažován jako sólista v Divadle F. X. Šaldy v Liberci. Vedle operních rolí (např. Germont, Sharpless, Ottokar, Jeleckij) rozšířil svůj repertoár i o operetu a muzikál (např. Freddy v My fair lady). Od roku 1997 je sólistou ve Státní opeře Praha, kde debutoval jako Hlasatel v Lohengrinu R. Wagnera. Zde vytvořil celou řadu rolí svého kmenového repertoáru (Oněgin, Valentin, Germont, Papageno, Escamillo, Guglielmo, Don Giovanni, Marcello, Amonasro, Nabucco, Rigoletto, Scarpia, Šujskij, Mathis v Polském židovi od K. Weise a další).
Pravidelně hostuje na scénách ND v Praze (role: Macbeth, Nabucco, Rigoletto, Přemysl, Revírník, Hrabě Kapulet, Don Giovanni, Almaviva, Fotis, Kalina, Přemysl, Prus, Ďábel, Robert Cecil, Absalon, Telramund), ND v Brně (Don Giovanni, Escamillo, Nabucco, Germont, Amonasro), SND v Bratislavě (Don Giovanni, Silvio) DJKT v Plzni (Macbeth) a v NDM Ostrava: Ruprecht v Ohnivém andělovi, Lord Nottingham v opeře Robert Devereux, Germont v La traviatě, Tausendmark v opeře Braniboři v Čechách a nejnověji Kalina v opeře Tajemství, Boris Izmajlov v Lady Macbeth z Mcenského újezdu.
Hostuje často v zahraničí (v roce 2018 se představil jako Klingsor v opeře Parsifal v Chemnitz, Německo), dále Rakousko, Itálie, Francie, Švýcarsko, Velká Británie, Nizozemí, Japonsko, Jižní Korea, USA. Spolupracuje s významnými dirigenty (např. Leopold Hager, Pierre Boulez, Asher Fish, Jiří Kout, Jiří Bělohlávek, Enrico Dovico, Hilary Griffiths, Ondrej Lenárd) i režiséry (Giancarlo del Monaco, Patrice Chéreau, Johannes Felsenstein, Jozef Bednárik).
Vystupuje rovněž na hudebních festivalech (Pražské jaro, Salzburger Festspiele, Bratislavské hudobné slávnosti, Smetanova Litomyšl).

### Koncertní činnost
Jeho koncertní repertoár zahrnuje mj. sólový part v  Orffově kantátě Carmina Burana, v  Pucciniho Messa di Gloria, v  Martinů Otvírání studánek, v  Dvořákově Te Deum, ve Faurého Requiem, v  Janových i Matoušových pašiích J. S. Bacha a v Beethovenově IX. Symfonii.

### Pedagogická činnost
Od roku 2006 vyučuje sólový zpěv na katedře zpěvu a operní režie na HAMU v Praze. Od roku 2021 zastává funkci vedoucího téže katedry.

### Další činnost
Se Symfonickým orchestrem Českého rozhlasu, řízeném Ondrejem Lenárdem, nahrál v roce 2013 árie z oper Bedřicha Smetany a Antonína Dvořáka.

## Ocenění
- 2005 Cena za nejlepší výkon ve vedlejší roli (Mlynář v Novákově Lucerně) v rámci festivalu Opera
- V letech 2012 a 2015 byl zařazen v širší nominaci na Cenu Thálie
- Držitel ceny Thálie v roce 2022 za roli Jaga ve Verdiho opeře Otello[8]

## Operní role, výběr

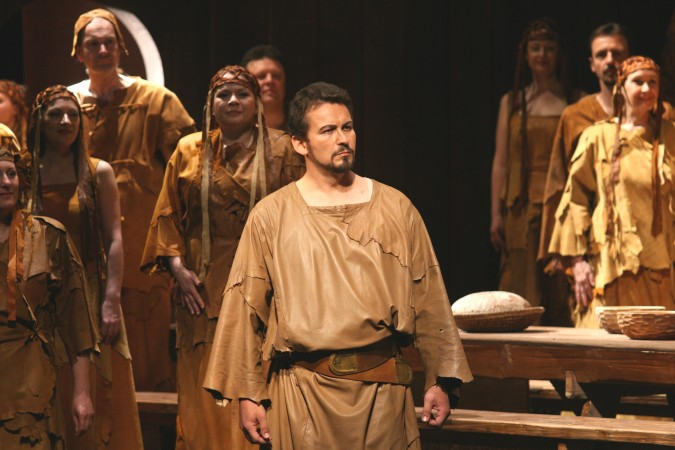
Martin Bárta v roli Přemysla ve Smetanově opeře Libuše (Národní divadlo)

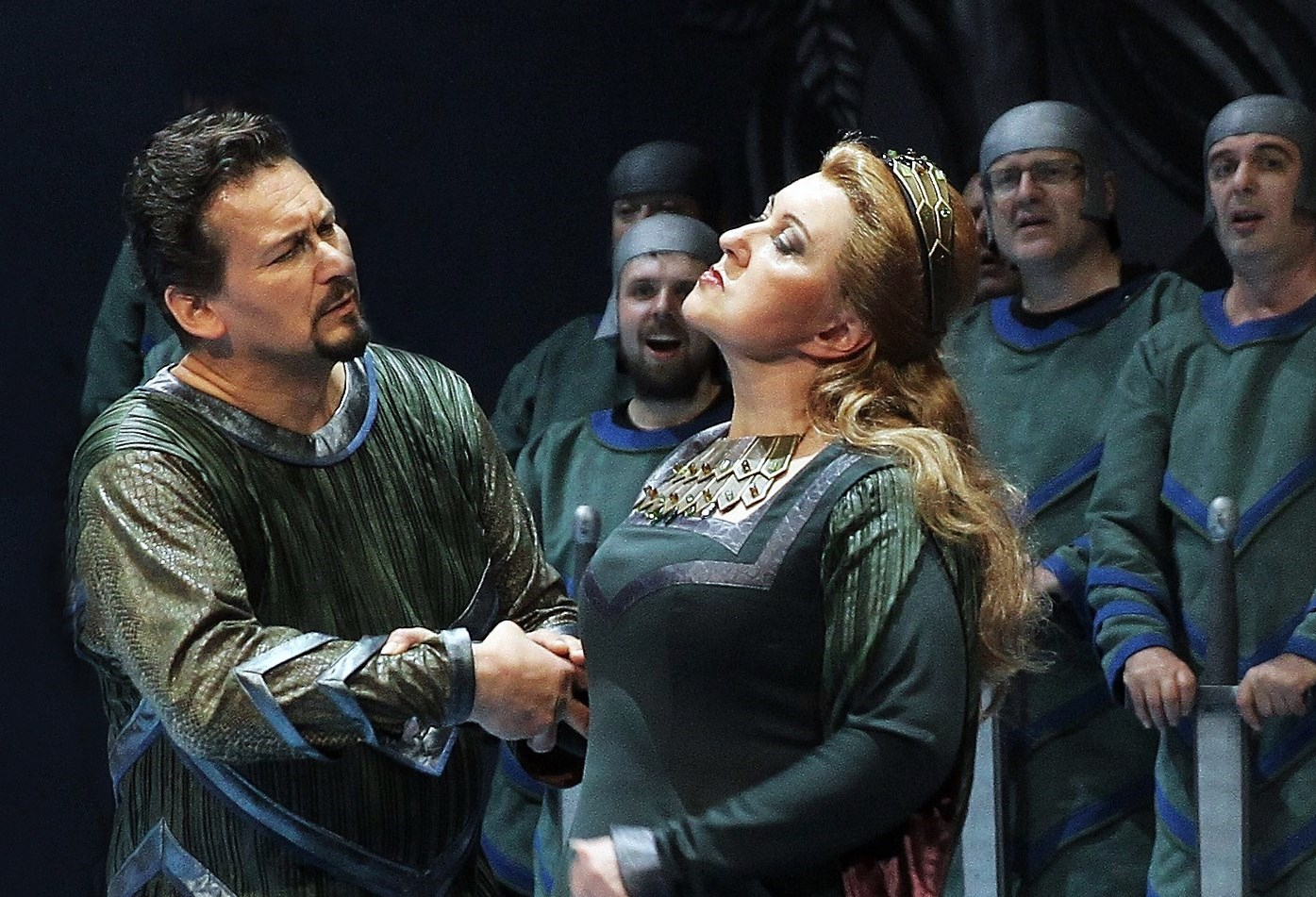
Martin Bárta v roli Telramunda ve Wagnerově opeře Lohengrin (Národní divadlo, 2017)

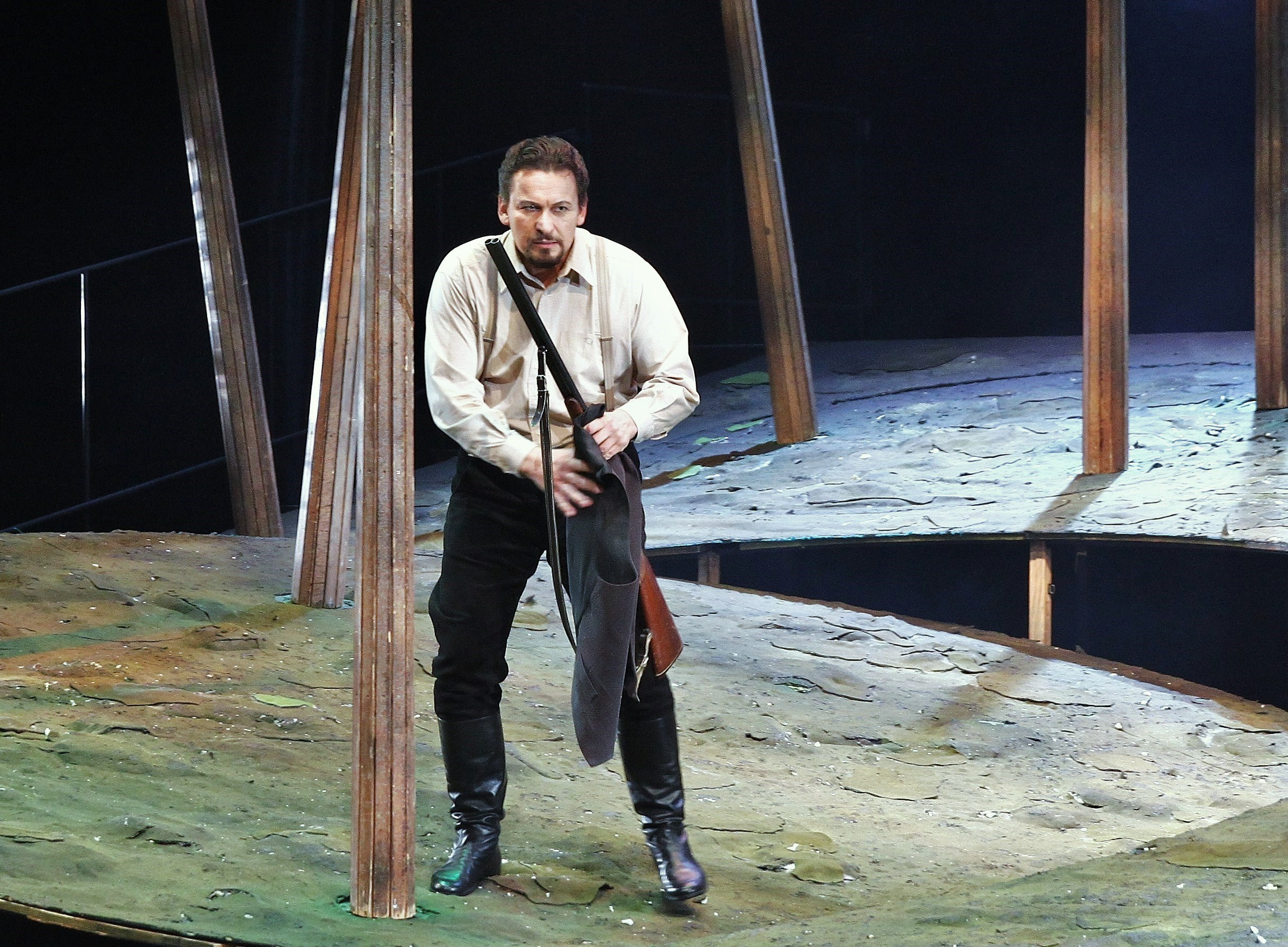
Martin Bárta v roli Revírníka v Janáčkově opeře Příhody lišky Bystroušky (Národní divadlo, 2015)

- 1994 Giuseppe Verdi: Traviata, Germont, Divadlo F. X. Šaldy Liberec
- 1997 Richard Wagner: Lohengrin, Hlasatel, Státní opera Praha
- 2003 W. A. Mozart: Don Giovanni, titulní role, Stavovské divadlo, režie Václav Kašlík, Ladislav Štros
- 2004 W. A. Mozart: Le nozze di Figaro – Figarova svatba, Il conte di Almaviva, Stavovské divadlo, režie Josef Průdek
- 2006 W. A. Mozart: Don Giovanni, titulní role, Stavovské divadlo, režie Jiří Nekvasil, Václav Kašlík
- 2006 Bohuslav Martinů: Řecké pašije, Kněz Fotis, Národní divadlo, režie Jiří Nekvasil
- 2006 Bedřich Smetana: Tajemství, Kalina (j. h.), Národní divadlo, režie Jiří Nekvasil
- 2008 Bedřich Smetana: Libuše, Přemysl ze Stadic (j. h.), Národní divadlo, režie Petr Novotný
- 2008 Leoš Janáček: Věc Makropulos, Jaroslav Plus, Národní divadlo, režie Christopher Alden, dirigent Tomáš Hanus
- 2009 Georges Bizet: Carmen, Escamillo, Národní divadlo, režie Jozef Bednárik
- 2009 Bohuslav Martinů: Hry o Marii, Ďábel, Národní divadlo, režie Jiří Heřman
- 2011 Giuseppe Verdi: Aida, Amonasro, Národní divadlo, režie Steffen Piontek
- 2012 Benjamin Britten: Gloriana, Sir Robert Cecil, Národní divadlo, režie Jiří Heřman
- 2012 Giacomo Puccini: La Bohéme, Marcello, Státní opera Praha, režie Ondřej Havelka
- 2012 Giuseppe Verdi: La Traviata, Giorgio Germont, Státní opera Praha, režie Arnaud Bernard
- 2012 Giacomo Puccini: Madama Butterfly, Sharpless (j. h.), Státní opera Praha, režie Karel Jernek
- 2012 Giuseppe Verdi: Nabucco, Nabucco (j. h.), Státní opera Praha, režie Karel Němec
- 2012 Giacomo Puccini: Tosca, Baron Scarpia (j. h.), Státní opera Praha, režie Martin Otava
- 2014 Zdeněk Fibich: Pád Arkuna, Absalon (j. h.), Národní divadlo, režie Jiří Heřman
- 2015 Giuseppe Verdi: Macbeth, titulní role (j. h.), Státní opera Praha, režie Martin Čičvák
- 2016 Leoš Janáček: Příhody lišky Bystroušky, Revírník (j. h.), Národní divadlo, režie Ondřej Havelka
- 2016 Charles Gounod: Romeo a Julie, Capulet (j. h.), Státní opera Praha, režie Sláva Daubnerová
- 2017 Bedřich Smetana: Libuše, Přemysl ze Stadic (j. h.), Divadlo J. K. Tyla v Plzni
- 2017 Richard Wagner: Lohengrin, Friedrich von Telramund (j. h.), Národní divadlo
- 2017 Sergej Prokofjev: Ohnivý anděl, Ruprecht, Národní divadlo moravskoslezské, režie Jiří Nekvasil
- 2017 Giuseppe Verdi: Otello, Jago, Národní divadlo moravskoslezské
- 2018 Dmitrij Dmitrijevič Šostakovič: Lady Macbeth z Mcenského újezdu, Boris Izmajlov, Národní divadlo moravskoslezské, režie Jiří Nekvasil
- 2018 Giuseppe Verdi: Nabucco, Nabucco, Národní divadlo, režie José Cura

## Význačná zahraniční vystoupení, výběr
- 2007 Leoš Janáček: Z mrtvého domu, role: Kuchař, Wiener Festwoche, dirigent Pierre Boulez
- 2009 Giuseppe Verdi: Aida, Amonasro, Festival v Salzburgu
- 2012 Giacomo Puccini: Tosca, Scarpio, Mezinárodní operní festival v Miškolci
- 2013 Leoš Janáček: Příhody lišky Bystroušky, Harašta, Opera National du Rhin, Strasbourg, režie Robert Carsen
- 2013 Leoš Janáček: Z mrtvého domu, Šiškov, National opera du Rhin ve Strasbourgu, režie Robert Carsen
- 2013 Leoš Janáček: Věc Makropulos, Baron Prus, Teatro La Fenice v Benátkách, dirigent Gabriele Ferro
- 2014 Giacomo Puccini: La Bohéme, Marcello, Státní opera Budapešť, dirigent Paolo Carignani
- 2015 Leoš Janáček: Věc Makropulos, Baron Prus, National opera du Rhin, Strasbourg, režie Robert Carsen
- 2016 Georges Bizet: Carmen, Escamillo, Mezinárodní festival v Regensburgu (Turn und Taxis Festspiele)
- 2017 Leoš Janáček: Z mrtvého domu, Kuchař, Opéra Bastille v Paříži, dirigent Pierre Boulez
- 2018 Richard Wagner: Parsifal, Klingsor, Theatre Chemnitz, dirigent G. G. Calvo, režie John Dew